# Долина Вињалес
Долина Вињалес (шп. Valle de Viñales) је крашка депресија на Куби. Долина има површину од 132 км2 (51 квадратних миља) и налази се у планинама Сијера де лос Органос (део ланца Гуанигуанико), северно од Вињалеса у провинцији Пинар дел Рио.
Године 1999. долина је уписана на Унескову светску баштину као природни и културни пејзаж због употребе традиционалних техника узгоја дувана.

## Преглед
Дуван и други усеви се узгајају на дну долине, углавном традиционалним пољопривредним техникама које су у употреби већ неколико векова. За ове радно интензивне технике се каже да стварају дуван вишег квалитета него ако се користе модерне механичке методе.
Долина је прошарана малим фармама и селима која су била окупирана још од времена конквистадора. Задржана је нека народна архитектура из колонијалног доба. На културу долине утицала је мешавина култура: домородачки народи, поробљени црни Африканци и њихови слободни потомци, шпански колонизатори и каснији Европљани.
У многе пећине се може ући из отвора на околним брдима, укључујући Индијску пећину (Cueva del Indio) и Пећина Хозе Мигел (Cueva de José Miguel). Упадљиве кречњачке хумке које се као острва уздижу са дна долине називају се моготи. Могу бити високи и до 300 м.
Вињалес је главна туристичка дестинација која нуди углавном места за планинарење и пењање. Локална пењачка сцена је почела да расте почетком 21. века, са много нових путева који су откривени. Ово је стимулисало повећање локалног туризма.

## Географија
Изванредне геоморфолошке формације познате као моготе, које се не налазе нигде другде на Куби, понекад не само да су достигле димензије планина, већ су формирале низ необичних облика. Једине упоредиве геолошке структуре на свету су оне које се налазе у југоисточној Азији, на Малајском полуострву, Борнеу, Тајландском висоравни, Лаосу, Вијетнаму и у јужнокинеском крашком региону.
У долини, узвишења као што је Алтурас де Пизарас су формирана од разних стена. Они су датирани као најстарији постојећи у земљи, а такође и на подручју Кариба.

## Очување
Многе ендемске биљке и животиње су специфичне за ову долину. Флора пронађена у региону укључује  Pachira emarginata [св] (син. Bombax emarginatum), планинску палму (Gaussia princeps), Ekmanianthe actinophylla и Microcycas.
У фауну спадају пчелињи колибри (Mellisuga helenae, zunzuncito), кубански трогон (Priotelus temnurus), кубански тоди (odus multicolor), кубанска усамљена птица (Myadestes elisabeth) и кубански тиарис (Phonipara canora).